# Selección de baloncesto 3x3 de Venezuela
La selección de baloncesto 3x3 de Venezuela es un equipo nacional de baloncesto de Venezuela, administrado por la Federación Venezolana de Baloncesto. Representa al país en competiciones internacionales de baloncesto 3x3 (3 contra 3)..